# Basznia Dolna
Basznia Dolna (w latach 1977–1981 Smolinka Dolna) – wieś w Polsce położona na Płaskowyżu Tarnogrodzkim, w województwie podkarpackim, w powiecie lubaczowskim, w gminie Lubaczów.
| SIMC    | Nazwa     | Rodzaj    |
| ------- | --------- | --------- |
| 0605909 | Basznia   | część wsi |
| 0605921 | Lubasy    | część wsi |
| 0605915 | Piaski    | część wsi |
| 0605938 | Ruda      | część wsi |
| 0605944 | Szymeczki | część wsi |

Wieś jest siedzibą rzymskokatolickiej parafii św. Andrzeja Boboli.
Zniesienie pańszczyzny w 1848 przez cesarza Ferdynanda I Habsburga mieszkańcy Baszni Dolnej upamiętnili wzniesieniem we wsi pomnika w kształcie krzyża.
W II Rzeczypospolitej wieś w powiecie lubaczowskim województwa lwowskiego. W latach 1943–1946 nacjonaliści ukraińscy z OUN-UPA zamordowali tutaj 92 Żydów i 46 Polaków, w tym 11 żołnierzy z 3 Dywizji Piechoty, którzy wpadli w zasadzkę. Banderowcy spalili ponad połowę gospodarstw i wszystkie zabudowania kościelne.
W latach 1954–1972 wieś należała i była siedzibą władz gromady Basznia Dolna.
W latach 1975–1998 miejscowość administracyjnie należała do województwa przemyskiego.
W pobliżu wsi jest przystanek kolejowy Basznia Dolna.

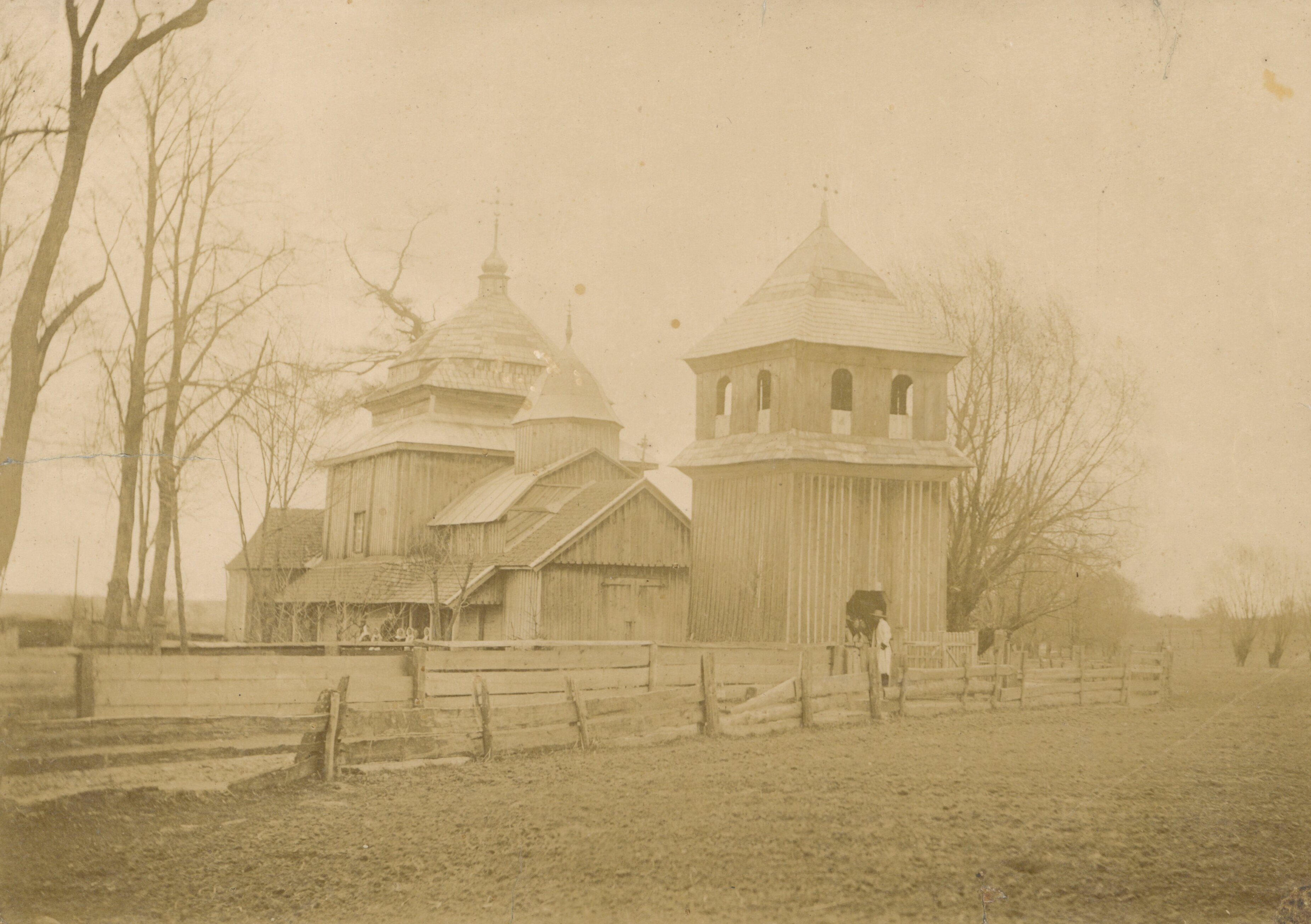
Cerkiew i dzwonnica
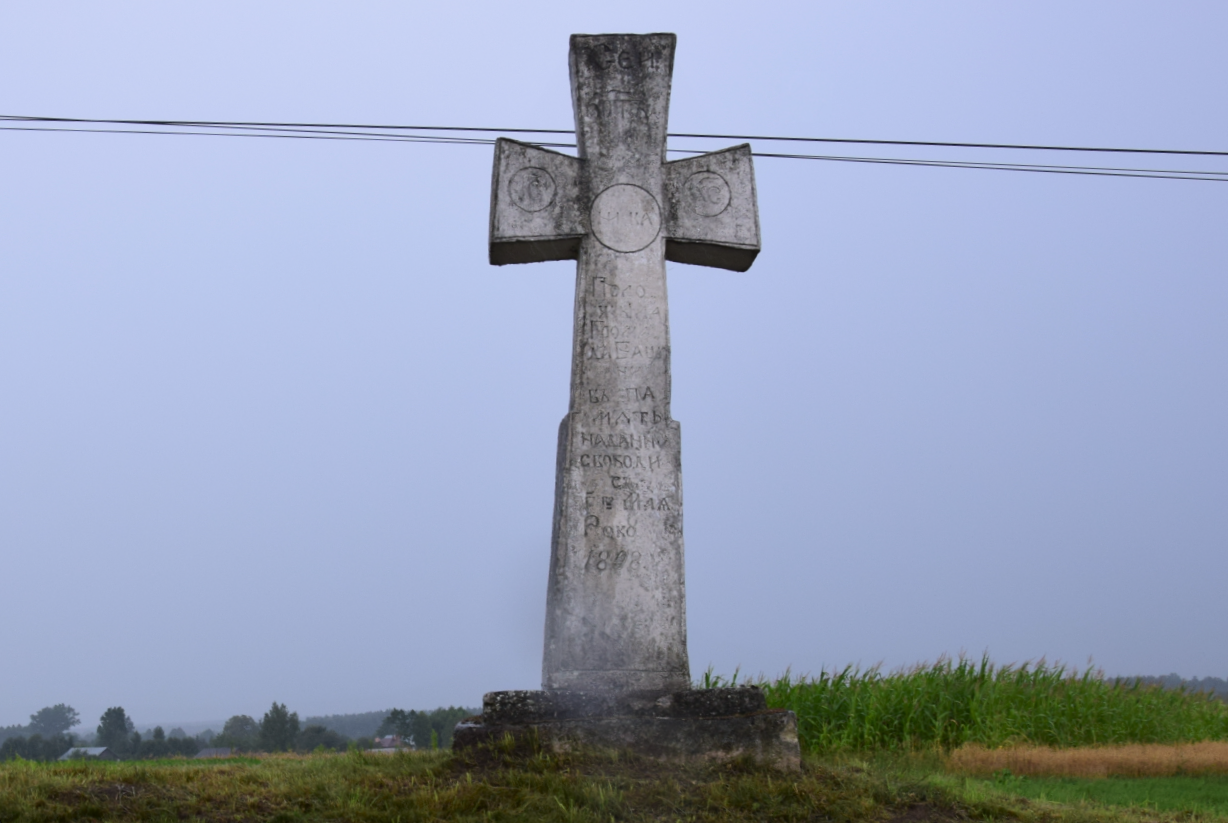
Krzyż pańszczyźniany w Baszni Dolnej. Napis na pomniku wykonany cyrylicą informuje, że przez zniesienie pańszczyzny w 1848 roku chłopi zyskali wolność (Свобода)